# Coursetia heterantha
Coursetia heterantha là một loài thực vật có hoa trong họ Đậu. Loài này được (Griseb.) Lavin miêu tả khoa học đầu tiên.